# جاك ماسون
جاك ماسون (26 مارس 1874 - 15 أكتوبر 1958 في المملكة المتحدة) (بالإنجليزية: Jack Mason)‏ هو لاعب كريكت بريطاني (وحمل سابقاً جنسية المملكة المتحدة لبريطانيا العظمى وأيرلندا). شارك مع منتخب إنجلترا للكريكت. أما مع النوادي، فقد لعب مع Kent County Cricket Club ‏.

## وصلات خارجية
- جاك ماسون على موقع إي آس بي آن كريك إنفو (الإنجليزية)